# Adam Wendt

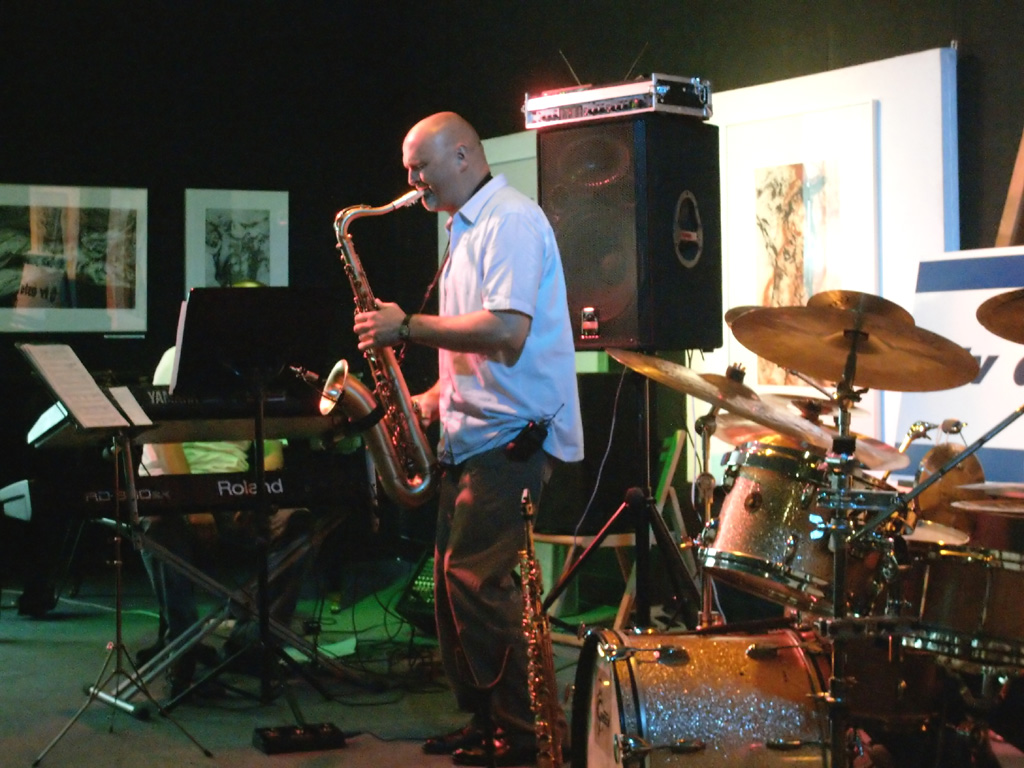
Koncert z Adam Wendt Power Set, Piła 2007

Adam Wendt (ur. 15 maja 1962 w Gdańsku) – polski saksofonista, kompozytor, aranżer oraz pedagog.

## Wykształcenie muzyczne
Naukę muzyki rozpoczął w 1968 roku w Państwowej Szkole Muzycznej I st. w Tczewie początkowo w klasie skrzypiec, a potem w klasie  saksofonu. W tym czasie na krótko związał się z Harcerską Orkiestrą Dętą w Tczewie prowadzoną przez Jerzego Kubickiego. W 1980 podjął naukę w Państwowej Szkoły Muzycznej II st. im. Fryderyka Chopina w Gdańsku-Wrzeszczu, którą ukończył w 1984 roku z wyróżnieniem w klasie saksofonu Władysława Chwina. Jest absolwentem Wydziału Jazzu i Muzyki Rozrywkowej Akademii Muzycznej w Katowicach (studia magisterskie, dyplom z wyróżnieniem w klasie saksofonu Jerzego Jarosika, 1989).

## Działalność koncertowa
Jego pierwszy kontakt z muzyką jazzową przypada na połowę lat 70., kiedy będąc jeszcze uczniem podstawowej szkoły muzycznej nawiązał stałą współpracę z tczewskim zespołem „Blues Band” w składzie: Krzysztof Okupski – skrzypce, Grzegorz Ciechowski – flet, Jacek Kliński – perkusja, Adam Przybyłowski – gitara basowa, Adam Wendt – saksofon. Z zespołem tym wystąpił w klubie studenckim Politechniki Gdańskiej „Artema”, co uznaje się za początek jego zawodowej kariery muzycznej.
W latach 80., jeszcze w okresie studiów, występował m.in. z Young Power, Alex Band i Big Bandem Wiesława Pieregorólki. Od początku istnienia grupy Walk Away, (1985) był współtwórcą jej sukcesów i repertuaru. Z zespołem tym koncertował w ponad 15 krajach świata oraz wielokrotnie zdobywał nagrody i wyróżnienia. W 1990 roku Walk Away z Urszulą Dudziak otwierali europejskie koncerty Milesa Davisa.

## Nagrody
Indywidualne:
- 1986 – II nagroda na I Międzynarodowym Konkursie Improwizacji Jazzowej w Katowicach
- 1988 – powołany do międzynarodowego składu big bandu „West Berlin"
- 2009 – nominacja do „Nagrody Polskich Melomanów” Programu III Polskiego Radia (w kategorii Instrumentalista Roku)
- 2009 – nagroda Prezydenta Miasta Tczewa za osiągnięcia w dziedzinie kultury z okazji Dnia Edukacji Narodowej

Z zespołem „Walk Away”:
- 1987 – „Klucz Do Kariery” na Pomorskiej Jesieni Jazzowej w Bydgoszczy
- 1986 – Grand Prix na Międzynarodowym Festiwalu „Jazz nad Odrą” we Wrocławiu
- 1987 – finalista Leverkusen Jazz Competition (Niemcy)
- 1988 – ministerialna Nagroda Artystyczna Młodych im. Stanisława Wyspiańskiego
- 1988 – finalista Jazz Hilard (Belgia)
- 1989 – „Metronom '89” – nagroda czasopisma „Sztandar Młodych"
- I miejsca w kolejnych ankietach czytelników miesięcznika Jazz Forum

Od połowy lat 80. należy do czołówki polskich saksofonistów, co znajduje odzwierciedlenie w corocznych ankietach miesięcznika Jazz Forum.

## Współpraca z muzykami
Współpracował z polskimi jazzmanami oraz z wykonawcami muzyki pop, także jako muzyk sesyjny (m.in. Ewa Bem, Krystyna Prońko, Grzegorz Ciechowski, Lora Szafran, Mieczysław Szcześniak, Krzesimir Dębski, Bogdan Hołownia, Leszcze, Krystyna Stańko, Marek Kuczyński – muzyka teatralna i filmowa, Kasa Chorych, Mietek Blues Band, Nocna Zmiana Bluesa, New Sami Swoi.
Oprócz tego nagrywał i koncertował ze sławami muzyki jazzowej, jak: Randy Brecker, Bill Evans, Mike Stern, Eric Marienthal, Mino Cinelu, Frank Gambale, David Fiuczynski, Dean Brown, Michał Urbaniak, Urszula Dudziak oraz bluesmanami Sidneyem „Guitar Crusher” Selby oraz Keithem Dunnem, a także z urugwajskim mistrzem bandeonu – Louisem di Matteo. Jest muzykiem zespołów Confiteor (grupa Mariusza Bogdanowicza), Zbigniew Wrombel Quartet, Vintage Band, Eljazz Trio, Eljazz Quintet.

## Projekty solowe
Możliwością rozwinięcia indywidualnych preferencji muzycznych stały się jego projekty solowe. Najstarszym jest Adam Wendt & Friends, bardzo dobrze odebrany przez publiczność akustyczny kwartet jazzowy nawiązujący do rhythm and bluesa. Następnie ukazujące liryczną stronę osobowości muzyka i kompozytora Trio Adama Wendta (płyta „Triologue”). Najnowszymi jego zespołami są Adam Wendt Power Set w składzie: Adam Wendt (saksofony), Przemysław Raminiak (instrumenty klawiszowe) i Marcin Jahr (perkusja) oraz Adam Wendt Acoustic Set w składzie: Laura Cubi Villena (vocal), Adam Wendt (saksofon), Paweł Zagańczyk (akordeon, bandoneon) i Jarosław Stokowski (kontrabas) – płyty „Acoustic Travel”, „Por la noche”.

## Działalność pedagogiczna
- do 2005 roku prowadził klasę saksofonu w Wojskowym Liceum Muzycznym w Gdańsku.
- Zajęcia edukacyjne w ramach Małej Akademii Jazzu (m.in. Gorzów Wielkopolski, Tczew, Kostrzyn, Zakopane).
- wykładowca Warsztatów Muzycznych w Chodzieży, Zakrzewie, Ustrzykach Dolnych, Koszalinie, Leichligen (Niemcy).
- Od 2006 roku prowadzi klasę saksofonu w Szkole Muzycznej II st. im. F.Chopina w Gdańsku-Wrzeszczu[2].
- Od 2011 roku prowadzi zajęcia w Akademii Muzycznej w Gdańsku na Wydziale Jazzu i Muzyki Estradowej[3].

## Inne
Od 1993 roku członek związku autorów ZAiKS. Członek Polskiego Stowarzyszenia Jazzowego i Związku Stowarzyszeń Artystów Wykonawców STOART. Od marca 2013 roku oficjalny endorser stroików marki „RICO”.

## Wybrana dyskografia[5]
Płyty solowe:
- Triologue (2000)
- Adam Wendt plays Komeda (2007)
- Adam Wendt Power Set (2007)
- Adam Wendt Power Set – Live Power (2010)[6]
- Adam Wendt Power Set – Big-Beat Jazz (2011)[7]
- Adam Wendt Acoustic Set – Acoustic Travel (2014)
- Laura Cubi Villena & Adam Wendt Acustic Set – Por la noche (2015)

Z zespołem Walk Away:
- Penelopa (1986)
- Magic Lady (1989)
- Walk Away (1989)
- Magic Lady (1990)
- Walk Away Live (1990)
- Help Yourself (1992)
- Saturation (1995)
- F/X (1994)
- Walking Around (1997)
- Changes (1998)
- Double Walk (2000)
- Walk Away – Queen of the night street (2004)

Z innymi wykonawcami:
- Alex Band Alex Band (1985)
- Young Power – Young Power (1986)
- 5th European Jazz Competition Live at the Leverkusen Jazz Festival (1986)
- Bratislava Jazz Days (1987)
- Obywatel G.C. – Tak! Tak! (1989)
- Danuta Rinn – Polska Baba (1989)
- Young Power – Nam Myo Ho Renge Kyo (1989)
- Beata Molak – Wolni (1990)
- The 17th International Festival Kalisz (1990)
- Levandek – Songs for Friends (1993)
- Vintage Band – From K to Z (1993)
- Jacek Niedziela – Wooden Soul (1993)
- Sławek Wierzcholski i Nocna Zmiana Bluesa – Co tylko chcesz (1996)
- Leszek Kułakowski & Kaszubi (1996)
- Forum Ost – West Live Jazz (1996)
- Cudze Szczęście – Sinfonia Varsovia, L.Możdżer, A.Wendt (1997)
- Mietek Blues Band – Tribute to the Blues (1998)
- Tadeusz Nestorowicz Sextet – Bliźniacze szczęście (1998)
- U3Klang – Jazz goes to underground (1989)
- Agape – Najważniejsza jest miłość (2000)
- Mariusz Bogdanowicz – Confiteor Song (2001)
- Leszcze – Ta Dziewczyna (2002)
- Tomasz Łosowski – C.V. (2003)
- Kasa Chorych – Rhythm & Plus (2003)
- Leszcze – Kombinuj Dziewczyno (2003)
- Leszcze – Dziewczyna cud (2004)
- Zbigniew Wrombel i Jego Goście (2004)
- Przylecieli Aniołkowie (2005)
- Larry Okey Ikenga Drummers (2005)
- Marek Kuczyński – Oratorium Gdańskie (2005)
- Sławek Wierzcholski i Nocna Zmiana Bluesa – Harmonijkowy as (2006)
- Osiecka – Zieliński- Miecznikowski – Czarodzieje (2007)
- Mietek Blues Band – Radio Sessions (2007)
- Kreszendo – Tu i teraz (2008)
- Blues Flowers – Smacznego! (2008)
- Antologia Polskiego Bluesa cz.2 (2009)
- Natalia Pastewska – Za rogiem snu (2009)[8]
- Ajagore – Zimowe sny (2009)
- Prońko, Raminiak, Wendt – Recital Trio Live (2012)
- Mariusz Bogdanowicz – Syntonia (2013)
- Kasa Chorych – Orla (2014)
- Sławek Wierzcholski – Matematyka Serc (2014)
- Chiara, Karolina Kowalczewska and Friends – Adi Jazz Festival (2014)
- Mariusz Bogdanowicz, Piosenki – Przy Tobie (2016)
- Marek Kuczyński – Canticum Canticorum – Akademicki Chór Politechniki Gdańskiej (2017)
- Spoko Jazz vol.7 (2017)
- We See The Light 59/62[9] (2020)

## Muzyka filmowa[10]
Udział w nagraniu muzyki do filmów:
- Non possumus. kościół katolicki wobec władzy komunistycznej 1944 – 1989 (1997)
- Cudze szczęście (1997)
- Roman Opałka. Czas artysty czas sztuki (1998)
- Dwa ołtarze, dwie pielgrzymki. Polacy 87/99 (1999)
- Dwie miłości (2002)
- Pensjonat pod Różą (2004–2006)
- Duża Przerwa

## Film biograficzny
- Trio Wendt (TVP3 Gdańsk, 2011)[11]